# 文在中
文在中（1552年—？），字德充，號少白，陝西西安府邠州三水縣（今旬邑县）人，軍籍，明朝解元、官员。

## 生平
御史文振八世孙。治诗经，行一，隆慶四年（1570年）庚午科陝西鄉試第一名舉人。萬曆二年（1574年）甲戌科会试十九名，三甲二百二名進士。在廷试時本拟定为状元，张居正以其对策中有“一气未通，两孽未除”之语，抑置第三甲。初授淮安府教授，升国子监博士，官至禮部主客司、祠祭司主事。复以忤冯保降调，寻迁长沙府别驾。未三十岁挂冠而归，在豳山建乐育书院。日讲内圣外王之学，负笈从游者甚衆。所著有观宇、观宙、天经、天雅、天典、天引、天朔、天极各三十六帙。生平孝友，周恤族闾。时三水赋重，民贫不克充额，在中申请减粮一万，邑人为建减粮永思碑，称关西夫子。

## 家族
曾祖文守經。祖父文官，监生。父文运开，歲贡生。母张氏。具庆下，弟美中、裕中、積中。子文翔鳳，字天瑞，號太青，萬曆三十八年進士，官至南京太僕寺少卿。次子文毓凤，號太彤，万历四十年举人，官山东武城知县。